# Kastilské pohoří
Kastilské pohoří (španělsky Sistema Central),
také Centrální kordilléra,

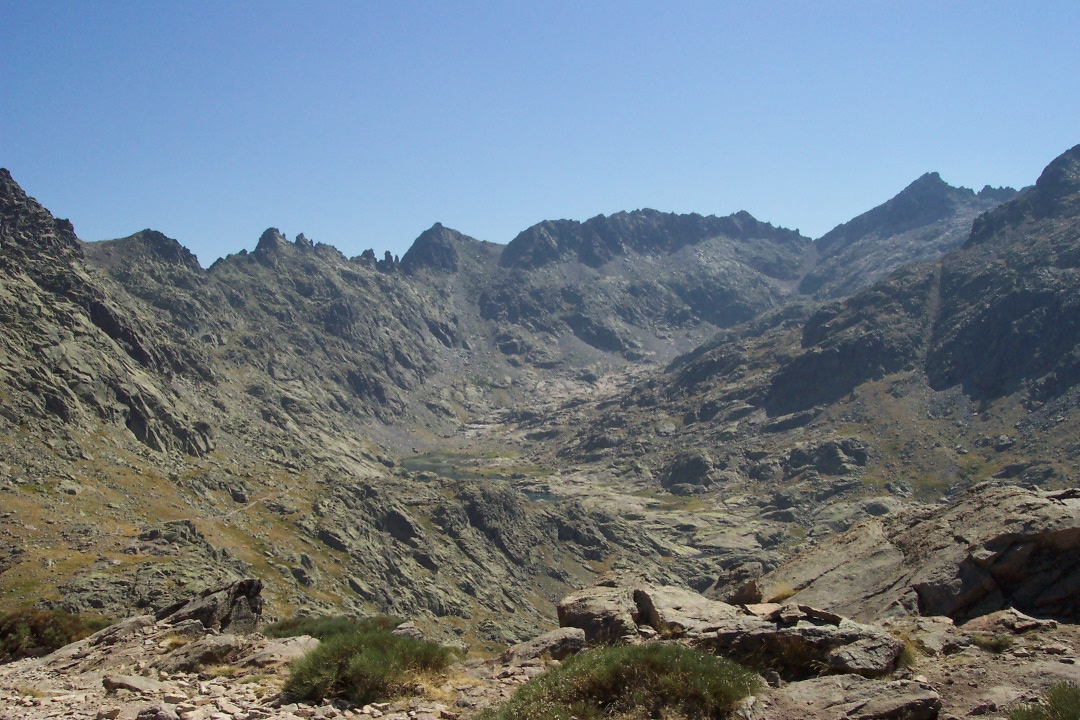
Circo de Gredos

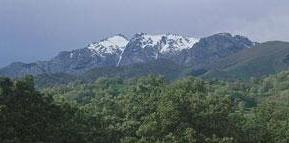
Pico Almanzor

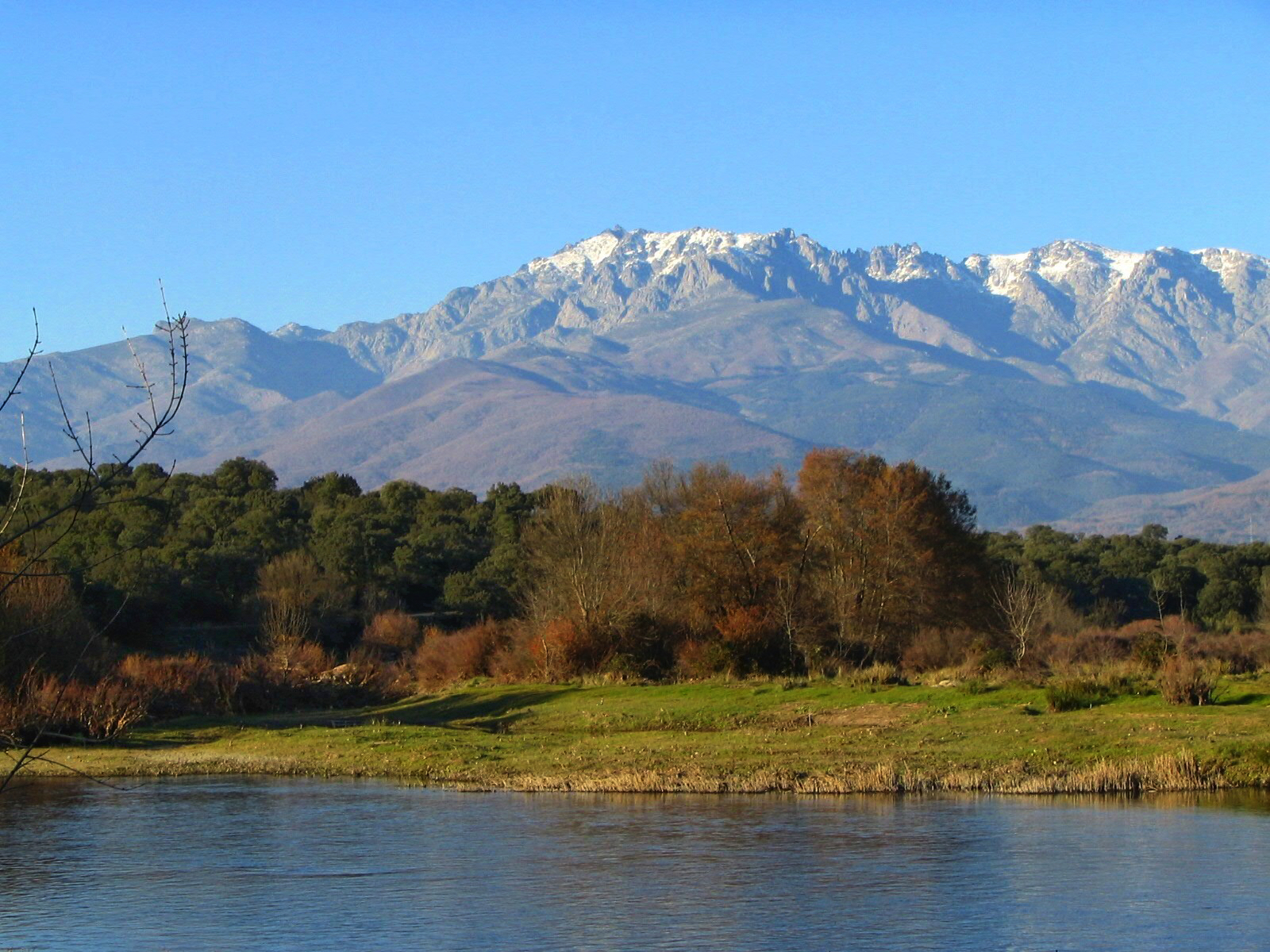
Río Tiétar

se nachází ve střední části Pyrenejského poloostrova ve Španělsku a v Portugalsku. Rozkládá se ve směru západ-východ severně od španělského hlavního města Madridu v délce asi 500 km a je tvořeno několika horskými masivy. Na východě sousedí s Iberským pohoří. Dále sousedí s náhorní plošinou Mesetou, ležící ve výšce od 600 do 1000 m.

## Členění
Nejvýznamnějšími dílčími horskými masivy Kastilského pohoří jsou:
- Serra da Estrela (Torre, 1993 m)
- Sierra de Gata (La Hastiala, 1735 m)
- Sierra de Gredos (Pico Almanzor, 2592 m)
- Sierra de Guadarrama (Peñalara, 2430 m)

Pohoří oddělují řeky Duero na severu (provincie León) a Tajo na jihu. Jinak nevysokým a tvarově tupým kopcům Kastilského pohoří kontrastuje nejvyšší masiv Sierra de Gredos. Ta se podobá alpským skupinám. Sierru de Gredos nalezneme nad jižními nížinami v údolí řeky Río Tiétar, které převyšuje až o 1500 m. Od jihu se zdá mohutnější než ze severní strany, kde se zvolna svažuje na náhorní plošiny kolem města Avila ležící ve výšce 1500 m. Masiv Sierry de Gredos lze rozdělit do tří oblastí. Macizo Oriental (východní masiv) se line údolím řeky Albreche, kde zároveň končí skupina Sierra de Guadarrama a dále až k sedlu Puerto del Pico. Další část je Macizo Central (centrální masiv) , který je oddělený sedly Puerto del Pico a Puerto de Tornavacas. Poslední skupinou Sierry de Gredos je Macizo Occidental (západní masiv) sahající od sedla Puerto de Tornavacas k úžině Corredor de Béjar. Pro turisty asi nejvýznamnější je Macizo Central, tvořící oblast o rozloze 150 km² a klasickým velehorským vzhledem. Nacházejí se zde nejvyšší vrcholy pohoří:
- Pico Almanzor (2592 m)
- La Galana (2568 m)
- La Mira (2343 m)
- Peña del Mediodía (2224 m)

Všechny nejvyšší vrcholy jsou dobře dostupné i pro běžné vysokohorské turisty. Nejpopulárnější je jistě část dvou mohutných galerií pod vrcholem Pico Almanzor – Circo de Gredos a vedlejší Circo de las Cino Lagunas. Tato údolí s mnoha jezery jsou ledovcového původu. Kdysi byla převážně část na severu masivu výrazně zaledněna. Některé ledovce zde dosahovaly délky až 6 km. V jižních svazích takovouto ledovcovou erozi nenajdeme. Hlavní hřeben Sierry de Gredos je nejčastěji ze žuly. Je zde proto množství pramenů, i ve velkých výškách.

## Podnebí
Kontinentální klima ovlivňuje počasí zejména na východě Sierry de Gredos. Velké teplotní a klimatické rozdíly jsou největší mezi jižními a severními stranami hor. V zimě teploty klesají v nejvyšších polohách pod bod mrazu. V létě jsou teploty kolem 20 °C i v nadmořské výšce nad 2000 m běžné. Vlhčí klima je hlavně v západní a jižní části masivu. Roční srážkami jsou zde kolem 1500 mm, na východě a severu je podnebí suší, a tak jsou tam roční srážky zhruba 750 mm. Sníh se ve větších nadmořských výškách dokáže držet do května, když jsou tuhé zimy tak i do konce června.

## Příroda

### Flora
Tím že jsou velké rozdíly mezi severními a jižními stráněmi, má to vliv i na různorodost vegetace. Svou roli hraje i nadmořská výška. Např. dolina řeky Tiétar v jižní části hor leží ve výšce nižší než 300 m, avšak tok řeky Tormes v severní části hor se nalézá až ve výšce 1400 m n. m. V dolinách se dobře daří smíšeným lesům vytvořených porosty olší, dubů a jasanů, ve větších výškách dubů a borovic. Ve výškách nad 2000 m je hojné zastoupení porostů Cytisus purgans, které zde již prakticky převažují. Severní svahy pokrývají díky své suchosti hlavně jehličnany je a to především borovice. V dolině řeky Tormes jsou to jsou převážně smíšené lesy složené z dubů a olší.

### Fauna
Z typických představitelů zdejší fauny lze jmenovat např. kozorožce, medvěda hnědého, vlka a prase divoké. Ptačí říše je zde zastoupena několika druhy orlů, supy, jestřábem lesním a jinými dravci. U břehů vodních řek můžeme vidět i mloka skvrnitého. Ryby jsou v tocích zastoupeny zejména pstruhem obecným.

## Dostupnost a turismus
Sever a jih masivu Sierra de Gredos je propojen hlavní silnicí přes průsmyk Puerto del Pico a druhou přes Puerto de Tornavacas. Tyto dvě jediné komunikace jsou od sebe vzdáleny 50 km. K údolím Ciro de Gredos a Cino Lagunas a pro výstup na vrchol Pico Almanzor je nejvýhodnější přístup od severu z doliny řeky Río Tormes z obce Hoyo del Espino.

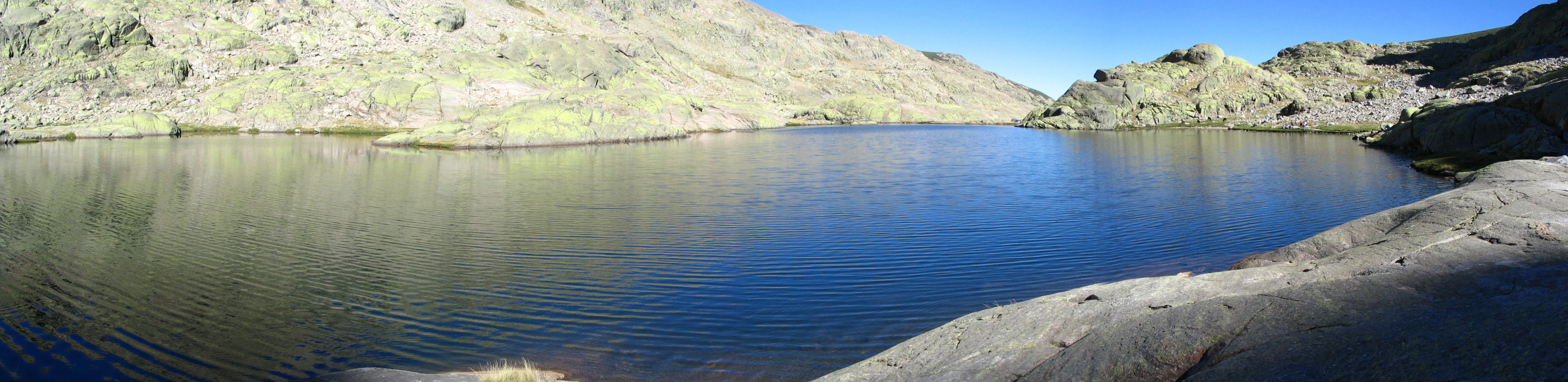
oblast Cino Lagunas - Laguna Grande